# Dicranum eucamptodontoides
Dicranum eucamptodontoides là một loài rêu trong họ Dicranaceae. Loài này được Broth. & Geh. mô tả khoa học đầu tiên năm 1895.